# FBCニュースプラス1サタデー・サンデー
『FBCニュースプラス1サタデー』および『FBCニュースプラス1サンデー』は、1996年4月6日から2006年4月1日まで福井放送（FBCテレビ）で週末夕方に放送されていたコンプレックス形式のローカルニュース番組。『夕方いちばんプラス1』の週末版にあたる。福井放送公式サイトの番組表には「FBC・NNNニュースプラス1サタデー」「FBC・NNNニュースプラス1サンデー」と記されていた。

## 放送時間
| 期間      | 期間      | 放送時間（JST）            | 放送時間（JST）            |
| 期間      | 期間      | FBCニュースプラス1サタデー | FBCニュースプラス1サンデー |
| --------- | --------- | -------------------------- | -------------------------- |
| 1996.4.6  | 2000.9.24 | 18:00 - 18:30（30分）      | 18:00 - 18:30（30分）      |
| 2000.9.30 | 2006.4.1  | 18:00 - 18:30（30分）      | （放送終了）               |

## 放送内容
序盤（18:00 - 18:20）
- NNNニュースプラス1サタデー・サンデー

中盤（18:20 - 18:25）
- ローカルニュース

終盤（18:25 - 18:30）
- ほくでん天気予報